# Little Eagle
Little Eagle is een plaats (census-designated place) in de Amerikaanse staat South Dakota, en valt bestuurlijk gezien onder Corson County.

## Demografie
Bij de volkstelling in 2000 werd het aantal inwoners vastgesteld op 370.

## Geografie
Volgens het United States Census Bureau beslaat de plaats een oppervlakte van
3,7 km², waarvan 3,6 km² land en 0,1 km² water. Little Eagle ligt op ongeveer 503 m boven zeeniveau.

## Plaatsen in de nabije omgeving
De onderstaande figuur toont nabijgelegen plaatsen in een straal van 36 km rond Little Eagle.